# Phytoecia bruneicollis
Phytoecia bruneicollis är en skalbaggsart som beskrevs av Pu 1992. Phytoecia bruneicollis ingår i släktet Phytoecia och familjen långhorningar. Inga underarter finns listade i Catalogue of Life.